# Steve Beresford

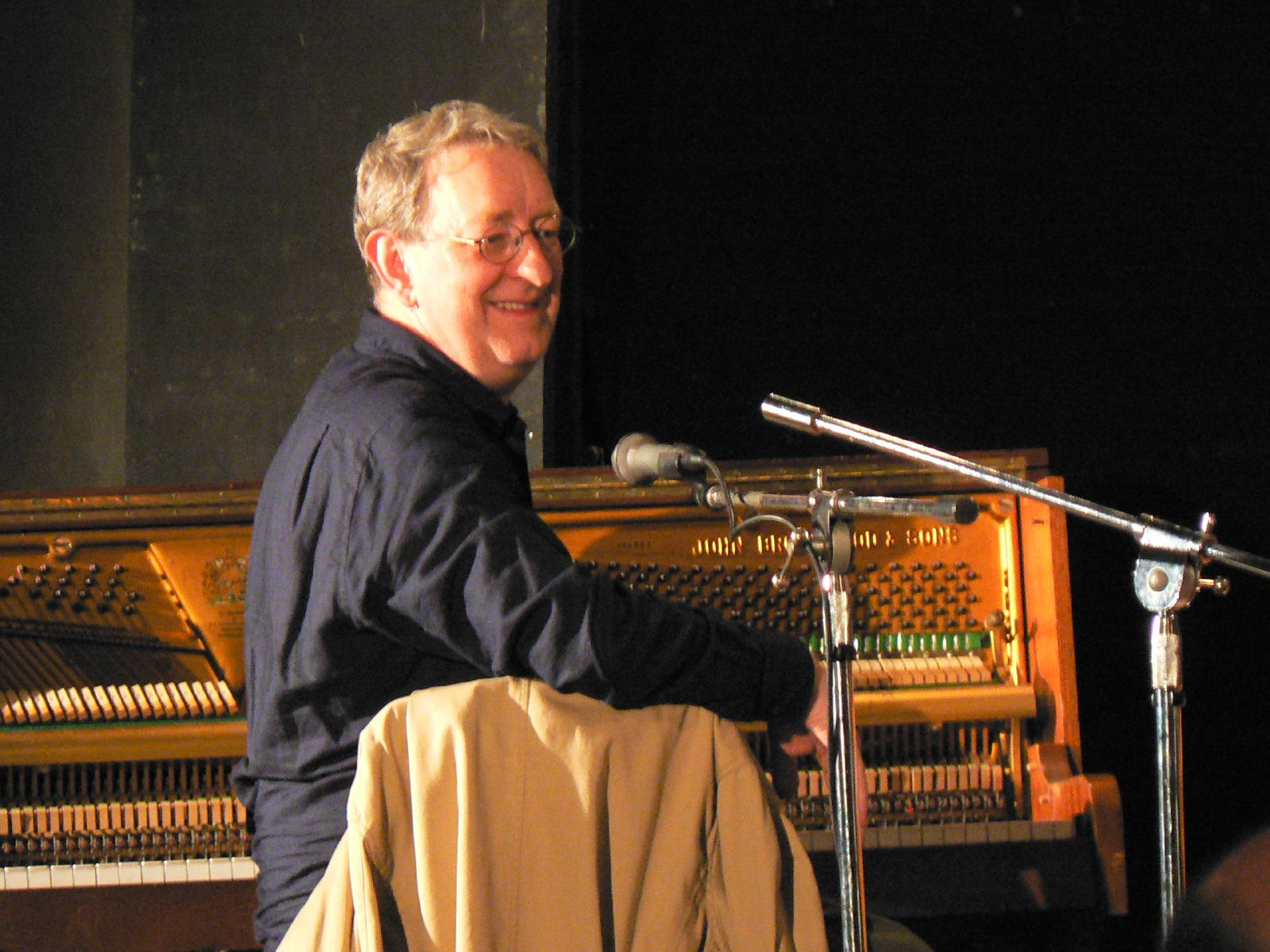
Steve Beresford (2007)

Steve Beresford (* 6. März 1950 in Wellington (Shropshire)) ist ein britischer Jazzpianist und Komponist, der auch Trompete, Euphonium, Kontrabass und weitere Instrumente spielt.

## Leben und Wirken
Beresford begann siebenjährig mit Klavierspiel und spielte als Jugendlicher Trompete. Er studierte an der University of York und gründete in dieser Zeit ein Duo mit Han Bennink. Daneben war er in die Theaterszene involviert, spielte Hammond-Orgel in einer Soulband, gehörte zu der von Gavin Bryars gegründeten Portsmouth Sinfonia (die mit ihm auf dem Label Traditional ihr Debütalbum The Portsmouth Sinfonia Plays the Popular Classics (1973) veröffentlichte)  und war an Trevor Wisharts Einspielung Journey Into Space (1973) beteiligt. 1974 zog er nach London, wo er mit Derek Baileys Company auftrat. Mit Nigel Coombes, Roger Smith und Terry Day bildete er 1975 die Gruppe Four Pullovers, die im Bereich der Neuen Improvisationsmusik tätig war. 1977 gründete er mit David Toop, Terry Day und Peter Cusack das Improvisationsensemble Alterations. Daneben spielte er mit Eugene Chadbourne.
1981 trat er auf dem Holland Festival als Solopianist auf. In dieser Zeit spielte er auch mit The Slits und gründete mit Lol Coxhill und Tony Coe das Trio The Melody Four, mit dem er hauptsächlich Schlager und Fernsehmusiken als Ausgangsmaterial für humorvolle Improvisationen wählte. Weiterhin trat er mit Alfred Harth in der Band Gestalt et Jive auf und arbeitete einerseits mit John Zorn, Butch Morris, Otomo Yoshihide, Evan Parker oder Michel Doneda, andererseits mit Frank Chickens, Ted Milton, Jah Wobble und The Flying Lizards. Er ist Mitglied des London Improvisers Orchestra und arbeitet mit zahlreichen Musikern der britischen Improvisationsszene wie Roger Turner oder John Russell.
Beresford verfasste auch zahlreiche Filmmusiken.

## Diskographische Hinweise
- The Melody Four: The Melody Four? Si Señor (Chabada, 1985)
- The Melody Four: T.V.? Mais oui! (Chabada, 1986)
- Fish of the Week (mit John Butcher, Francine Luce, Alexander Bălănescu, Clive Bell, Mark Sanders; 1996)
- Evan Parker, Steve Beresford, John Edwards, Louis Moholo: Foxes Fox (Emanem, 1999)
- Cue sheets II (Tzadik, 2002, rec. 1977–2000)
- John Cage/Steve Beresford, Tania Chen, Stewart Lee: Indeterminacy (Knitted Records, 2012)
- Beresford & Butcher: Old Paradise Airs (Illuso, 2020)
- Charlotte Keeffe: Right Here, Right Now (2021)
- Luc Houtkamp, Steve Beresford, Martin Blume & Sebi Tramontana: Frush (2024)

## Lexigraphische Einträge
- Philippe Carles, Jean-Louis Comolli, André Clergeat (Hrsg.): Le nouveau dictionnaire du jazz, Ed. Robert Laffont, Paris, 2011; ISBN 978-2-221-11592-3
- Wolf Kampmann (Hrsg.), unter Mitarbeit von Ekkehard Jost: Reclams Jazzlexikon. Reclam, Stuttgart 2003, ISBN 3-15-010528-5.